# 美川温泉
美川温泉（みかわおんせん）は、石川県白山市（旧国加賀国）にある温泉。

## 泉質
- 弱食塩泉（緩和性低張性温泉）[1]
  - 源泉温度38℃[1]
  - 毎分湧出量200リットル[1]
  - 黒色をした源泉

## 温泉街
手取川の河口近くに3軒の旅館、ホテルなどが存在する。
- 美川温泉元湯ほんだ（白山市長屋町イ111番地）[2]
  - 1972年（昭和47年）開湯のモール泉を特徴とする温泉で宿泊機能を有する[3]。
- 美川温泉 安産（やすまる）の湯（白山市平加町ワ6番地2）[2]
  - 日帰り温泉施設[4]。施設内に「いっぷく処 はりんこ」等を併設する[4]。
  - 美川インターホテル 浜の湯が2008年に廃業した後、2012年12月に美川温泉 安産（やすまる）の湯として再オープンした[5]。

## 歴史
開湯は1971年である。

## アクセス
- 鉄道：IRいしかわ鉄道線美川駅より徒歩約10分。
- 車：北陸自動車道美川ICより約5分。